# チュートリアルの声
チュートリアルの声（ちゅーとりあるのこえ）は、朝日放送ラジオ（ABCラジオ）で2007年4月14日から2008年11月15日まで土曜日に放送されたチュートリアルの冠番組である。通算の放送回数は45回。

## 放送時間
- 2007年4月14日～2008年3月29日:土曜20:30 - 20:55
- 2008年4月5日～2008年7月5日：土曜20:00 - 20:30
  - プロ野球シーズン中に『ABCフレッシュアップベースボール』で阪神タイガースのナイトゲームを中継する期間には休止。そのため、2008年には4ヶ月ほど放送を中断した。また、4~7月も阪神戦がナイトーゲームの場合は休止していた。
  - 2007年の放送当初は、ABCラジオ公式サイト内の“Webio”から、放送済み音源の一部をオンデマンド形式で配信していた。
- 2008年10月11日：土曜21:00　-　21:30
- 2008年11月15日：土曜21:00　-　21:30
  - 『チュートリアルの声 ファイナルスペシャル』として放送した。

## 出演
- チュートリアル
  - 福田充徳
  - 徳井義実
- 羽谷直子（朝日放送アナウンサー・当時）
  - 2008年11月に、アナウンス部から番組宣伝部へ異動。このため、異動直後に放送された「ファイナルスペシャル」が、最後の番組出演になった。2009年4月からは、チュートリアルがレギュラーで出演する『地元応援バラエティ このへん!!トラベラー』（ABCテレビ版）で、番組広報を担当している。

## 主なコーナー
- チュートリアルの裏プロフィール

福田・徳井の“裏プロフィール”（架空のプロフィール）を、リスナーから募集するコーナー。2人は、自分たちが知らないことでも、羽谷が紹介する裏プロフィールを必ず肯定することになっていた。